# Bonita Lawrence
Bonita Lawrence é uma escritora, estudiosa e professora Mi'kmaw do Departamento de Estudos de Equidade da Universidade York em Toronto, Canadá. Seu trabalho se concentra em questões relacionadas à identidade e governança indígena, equidade e racismo no Canadá. Lawrence também apresenta cantos tradicionais em comícios políticos, eventos sociais e prisões nas áreas de Toronto e Kingston.

## Primeiros anos
Bonita Lawrence é Mi'kmaw, tendo ainda ascendência acadiana e inglesa. Bonita e cinco irmãos foram criados em Montreal pela mãe depois que o pai deles, um expatriado britânico da classe trabalhadora, os deixou. A mãe de Bonita era Mi'kmaw, mas negou sua identidade indígena para afastar os assistentes sociais. Por consequência, Bonita Lawrence cresceu sob a guisa de ser branca.

## Formação acadêmica
Lawrence é bacharel em Geologia pela Universidade de Toronto, mestre em Estudos Ambientais pela Universidade York e PhD em Sociologia pelo Ontario Institute for Studies in Education da Universidade de Toronto.

## Carreira
Como membro do corpo docente da Universidade York, Lawrence influenciou seus programas acadêmicos e a vida em seu campus. Ela é membro-fundadora do programa de graduação em Raça, Etnia e Indigeneidade, atualmente oferecido como Estudos Indígenas e Multiculturais, no Departamento de Estudos de Equidade, único programa desse tipo no Canadá.
A pesquisa e as publicações de Lawrence concentram-se principalmente em identidades urbanas, sem status e Métis, comunidades aborígines não reconhecidas pelo governo federal e justiça indígena.
Seu trabalho sobre racismo, equidade e descolonização tornou-se um importante recurso para aqueles que trabalham na área. "Decolonizing Anti-Racism", obra co-publicada com Enakshi Dua, é referência em diversos sites de justiça social. Seu livro de 2012, Fractured Homeland: Federal Recognition and Algonquin Identity in Ontario, foi selecionado para o Prêmio Canadá de 2013 em Ciências Sociais pela Federação de Humanidades e Ciências Sociais (Canadá).
Além de seus esforços acadêmicos, Lawrence escreveu N'In D'la Owey Innklan: Mi'kmaq Sojourns in England, um romance histórico que abrange 500 anos de história Mi'kmaq no Canadá Atlântico e em Londres.
Ela também foi membro do Community Council, Diversion Program for Aboriginal Offenders (2007-2010), do Aboriginal Legal Services of Toronto (1998-2005), do Conselho de Administração, Anduhyaun Inc. (2000-2001) e do Conselho de Administração (1998-2004), Katorokwi Native Friendship Centre, Kingston, Ontário.